# اوداری
اوداری (انگلیسی: Authari; حدود ۵۴۰ – ۵ سپتامبر ۵۹۰) پادشاه لمباردها از ۵۸۴ میلادی تا زمان درگذشتش بود. اوداری فرزند کلف، پادشاه لمباردها بود. هنگامی که پدرش در سال ۵۷۴ میلادی درگذشت، اشراف لومبارد از انتصاب جانشین امتناع ورزیدند و در نتیجه برای ده سال منجر به دوره موسوم به دوره حکومت دوک‌ها انجامید.
در سالهای ۵۷۴ و ۵۷۵ میلادی لمباردها به پرووانس حمله کردند، سپس بخشی از پادشاهی بورگوندی‌ها را مورد حمله قرار دادند. گونترام پادشاه بورگوندی با همدستی خواهرزاده خود پادشاه اوسترازیا، شیلدبرت دوم با حمله به ایتالیای شمالی به این حمله پاسخ داد. ارتش او از دره آدیجه پایین آمد و ترنتو را در دست گرفت. امپراتور بیزانس، تیبریوس دوم، شروع به مذاکره برای اتحاد با فرانک‌ها کرد، و بنابراین لمباردها، از ترس، پادشاه دیگری را برگزیدند.
در سال ۵۸۴، آنها دوک اوداری را انتخاب کردند و به عنوان پایتخت پاویا و همچنین نیمی از دامنه‌های دمنه را نیز به او واگذار کردند. وی تمام سلطنت خود را در جنگ با فرانک‌ها، بیزانس‌ها و شورشیان لومبارد گذراند. اولین آزمایش عمده وی، برکناری دوک شورشی دورکتولف بود که با رومیان متحد شده و دره پو را اداره می‌کرد. وی با اخراج دوک، بیشتر شش سال دیگر به پادشاهی خود ادامه داد و با پادشاهان راوانا، اسماراگدوس یا پادشاهان مروونژی جنگید.
گوترام و شیلدبرت هنوز از موفقیت‌های خود در ایتالیا راضی نبودند و بارها و بارها تهدیدهای خود را ادامه دادند. در ۵۹۰، عمو و برادرزاده دو ارتش خود را متحد و به سمت آلپ حرکت کردند، فرانکها در عملیاتشان موفقیت نسبی به دست آوردند.
اوداری در ۱۵ مه ۵۸۹ در ورونا با تئودلیندا، دختر دوک باواریایی گاریبلد اول ازدواج کرد. او که یک کاتولیک بود، بخاطر فضایلش، در لمباردها تأثیر زیادی داشت. پل دیوون مورخ قرن هشتم شرح مفصلی از این موضوع را بعدها در کتابش شرح داده‌است و بیان نموده‌است که این ازدواج نوعی اتحاد سیاسی بود که به منظور تحکیم موقعیت سلطنتی اوداری طراحی شده بود. علاوه بر این، تئودلیندا به دلیل روابط دیرینه بین لمباردها و باواریایی‌ها و همچنین خصومت متقابل آنها با فرانک‌ها انتخاب شد. او همچنین ادعای پیوستگی با خط سلطنتی باستانی لومباردها را داشت. اوداری در سال ۵۹۰ میلادی در پاویا بعد از این که به وی سم خورانیدند درگذشت.